# Distinción analítico-sintético
En lógica y filosofía, la distinción analítico-sintético es la distinción entre dos tipos de proposiciones: las proposiciones analíticas y las proposiciones sintéticas.
En general, las proposiciones analíticas son aquellas cuyo valor de verdad puede ser determinado en virtud del significado de los términos involucrados, y las proposiciones sintéticas son aquellas que para determinar su valor de verdad, requieren algún tipo de contrastación empírica. Por ejemplo, la proposición "ningún soltero es un hombre casado" es una proposición analítica, porque basta con entender lo que significa "soltero" y "casado" para convencerse de que es verdadera. Por otra parte, la proposición "algunos solteros son doctores" es una proposición sintética, dado que para determinar si es verdadera o falsa, habría que hacer una encuesta o algún tipo de investigación empírica.
La distinción tiene una larga historia en la filosofía, y ha ido bajo distintos nombres. Por ejemplo, Gottfried Leibniz habló de verdades de razón y verdades de hecho, David Hume de relaciones de ideas y cuestiones de hecho, e Immanuel Kant de juicios analíticos y juicios sintéticos. Por otra parte, el grado en que estos términos refieren a lo mismo es un pensamiento sin certeza.

## Historia de la distinción

### Filosofía antigua
Una de las primeras reflexiones en torno a una proposición analítica puede encontrarse en la famosa expresión de Parménides: "el Ser es y el no-Ser no es". La verdad necesaria de esta proposición parece ser una consecuencia directa de lo que se entiende por Ser y por no-Ser.
La noción aparece más elaborada en Platón. En efecto, las proposiciones analíticas se manifiestan en el conocimiento dialéctico platónico, a partir de la elaboración de los conceptos universales que, como Ideas, hacen posible la comprensión de los objetos de este mundo. Pues en efecto cualquier afirmación sobre la esencia de algo es una afirmación de ese algo como caso particular de una Idea que, en última instancia, lo define. Los entes materiales adquieren su realidad a partir de la participación en las Ideas, según un orden riguroso que es permanente y no cambia.
Lo sensible y material, conocido por la experiencia, encuentra su entidad y por tanto su sentido de realidad a partir de la idea perfecta y universal; es decir de lo universal surge lo individual en lo ontológico; pero en el sentido lógico del conocimiento,  la referencia irá de lo concreto sensible y material a lo universal, a partir de la experiencia, según el modelo socrático; en último término un recuerdo de la otra vida del alma en el mundo de las ideas. 
El conocimiento de lo real es la ciencia. El conocimiento por la experiencia es la opinión. En el libro gamma de la Metafísica, Aristóteles considera si el principio de no contradicción es una verdad necesaria y evidente:

El principio más firme de todos es aquel acerca del cual es imposible engañarse; tal es necesariamente en efecto el principio más conocido (pues todos yerran respecto a lo que no conocen) y no hipotético; pues no puede ser hipotético aquel principio que necesariamente debe poseer el que quiera conocer cualquiera de los entes... El principio en cuestión se anuncia así: "es imposible que a lo mismo y bajo un mismo respecto lo mismo le pertenezca y a la vez no le pertenezca". Este es el más firme de todos los principios pues se atiene a la definición dada. Es en imposible, en efecto, que alguien aprehenda una cosa siendo y a la vez no siendo, como algunos piensan que decía Heráclito, pues no es necesario que todo aquello que se dice sea de verdad aprehendido. Y si no es posible que los contrarios a la vez pertenezcan a lo mismo y si la opinión de la contradicción es contraria a toda opinión, es evidente la imposibilidad de que uno aprehenda lo mismo siendo y a la vez no siendo.... De ahí que todas las demostraciones se remonten a esta creencia límite, pues tal es por naturaleza el principio de todos los demás axiomas.
Metafísica, 1005b, 10-34.

Para Aristóteles, lo que se predica categóricamente es fruto de un proceso de abstracción a partir de la experiencia, o se deduce a partir de principios necesarios, como es el caso del silogismo categórico.

Silogismo es un argumento en el cual, establecidas ciertas cosas, resulta necesariamente de ellas, por ser lo que son, otra cosa diferente.
Primeros analíticos, I 24 b 18-23.

Porfirio intentó mejorar la dialéctica de Platón con las categorías aristotélicas con su famoso árbol, en el que sistematizó estas relaciones mediante los cinco predicables: género, especie, diferencia, propiedad y accidente.

### Filosofía medieval
En la Baja Edad Media se consideran nuevos aspectos de la distinción. 
Los comentarios de Boecio a Aristóteles tuvieron una enorme influencia en la filosofía medieval y dieron lugar a la gran polémica sobre la realidad de los conceptos universales, polémica que fue especialmente importante para la historia de la Universidad de París entre los siglos XI y XIII.
Las proposiciones analíticas, en tanto universales y necesarias, fueron entendidas como ciencia hasta la Edad Moderna, en contraposición a las proposiciones sintéticas que constituían la opinión.
Juan Duns Scoto considera la contingencia del mundo creado como efecto de una causalidad no necesaria, sino dependiente de la voluntad de Dios, que por lo tanto es principio necesario y suficiente para la existencia del mundo. Subraya por otro lado la existencia de lo individual y concreto, no asumible en el concepto universal.

### Filosofía renacentista
En el Renacimiento, el padre Francisco Suárez considera la identidad del sujeto con sus predicados,  rechaza el argumento cosmológico de la existencia de Dios y subraya que dicha demostración ha de provenir del paso de lo creado a su Creador: de lo contingente a lo necesario, introduciendo la reflexión sobre lógica modal.
Tanto en su método de reflexión formalista como en la modernidad de su pensamiento es el antecedente más próximo a lo que va a constituir uno de los fundamentos del racionalismo y el establecimiento del principio de razón suficiente, sobre el que el concepto de proposición analítica va a encontrar su definición última.

### Filosofía moderna
La distinción analítico-sintético adquirió especial relevancia a partir de la Edad Moderna en el modo de concebir el conocimiento y la posibilidad de obtener conocimiento seguro, universal y necesario en la ciencia. Fue éste un elemento esencial en la disputa entre el racionalismo y el empirismo.
René Descartes, en el Discurso del método y luego en las Meditaciones metafísicas, propone un método según el cual se debe partir de proposiciones indudables, y luego deducir otras proposiciones a partir de ellas, estableciendo así un cuerpo de conocimiento seguro e indudable. La solidez del edificio, por lo tanto, dependería en gran parte de la solidez de las proposiciones primeras. Mediante la duda metódica, Descartes elimina rápidamente las proposiciones sintéticas como candidatas a proposiciones primeras, y eventualmente llega al cogito ergo sum como su proposición fundamental.
La lógica de Port-Royal, basada fundamentalmente en la filosofía de Descartes, asume la formalización silogística de Aristóteles pero, mientras Aristóteles pretende manifestar o decir lo que es la realidad, ahora el juicio categórico se plantea bajo el punto de vista de la identificación del predicado con el sujeto  percibidos no como realidades sino como ideas, como contenidos de conciencia. Sólo la confianza en Dios permite pasar de la afirmación de lo posible a la afirmación de lo existente, en determinadas condiciones.
Gottfried Leibniz sin dudas fue uno de los principales contribuyentes a la elaboración de la distinción analítico-sintético. Leibniz llama a las proposiciones analíticas "verdades de razón", y a las proposiciones sintéticas "verdades de hecho", y considera a estas últimas insuficientes para fundamentar satisfactoriamente el conocimiento científico.
Habiendo propuesto el principio de razón suficiente, Leibniz sugiere que nada puede quedar al margen de la razón, y con ello intenta borrar la diferencia entre verdades de hecho y verdades de razón. Según Leibniz, para Dios todas las verdades son verdades de razón, y su justificación depende simplemente del principio de identidad. Para Dios, todas las verdades son tales que el predicado es idéntico al sujeto (como para nosotros en la oración "los solteros no son casados").
Leibniz considera las verdades de hecho. Pero, ante el hecho exitoso de la ciencia moderna mediante sus análisis y métodos, piensa que dichas verdades están sometidas a un principio de necesidad según el principio de razón suficiente; pertenecen, sí, al mundo material de la experiencia, de la opinión, pero, conforme a este principio de razón suficiente, se encuentran también sometidas a una necesidad propia de la identidad de cada  sujeto, la mónada y su actividad de la que se derivan sus predicados que, por tanto, dimanan de y se identifican con la propia identidad de la mónada.
"César cruzó el Rubicón" es una verdad de hecho, puesto que pudo no haberlo cruzado. Al menos así podemos concebir dicha posibilidad sin caer en contradicción. No parece que el predicado "cruzar el Rubicón" pertenezca al sujeto "César", puesto que César seguiría siendo César, aunque no hubiera cruzado el Rubicón. Así se distinguen las verdades de hecho frente a las verdades de razón. Mientras las primeras sólo pueden conocerse a posteriori, es decir mediante la investigación empírica, las segundas pueden conocerse a priori, es decir por el mero análisis del sujeto.
La diferencia más importante entre las verdades de razón y las verdades de hecho es que mientras la verdad de las primeras es necesaria, la verdad de las segundas es contingente, en tanto que dependen de la acción de unas causas.
Para Leibniz, no obstante, la contingencia de las verdades de hecho se funda en una limitación del conocimiento humano para realizar el análisis total de un sujeto y llegar a sus elementos esenciales, es decir al conocimiento elemental de las mónadas. Pero una mente infinita, como la de Dios, identifica el sujeto con todos sus predicados posibles como verdad de razón, pues es en el sujeto, como sustancia primera donde se encuentra la razón suficiente de todos sus predicados.
En consecuencia, para Dios, el predicado de César "cruzó el Rubicón" exige una razón suficiente para su existencia como realidad y como verdad acerca de César. Dicha razón suficiente ha de encontrarse en la noción misma de "César" como sujeto de sus propios predicados, pues cada mónada se constituye a sí misma por su acción, es decir, por sus predicados. César tiene que tener y ser la razón suficiente de todos sus actos, y si son libres, razón de más. Por tanto su identidad coincide con todos sus predicados. Un César que no cruzara el Rubicón ya no sería César; sería otro César diferente.
Según esta doctrina, pues, las verdades de hecho son, en definitiva, también verdades de razón. Pues la actividad de la mónada encierra en sí todos sus predicados y la causalidad no interfiere en la actividad de las demás. Las mónadas son incomunicables y el mundo se explica conforme a la armonía preestablecida por Dios en la creación y configuración del mundo.
El trabajo de Leibniz, aunque muy ligado a su metafísica especial expuesta en la Monadología, tuvo sin embargo mucha influencia en los filósofos posteriores.
David Hume traza una distinción entre "relaciones de ideas" y "cuestiones de hecho". En la Investigación sobre del entendimiento humano, escribe:

Todos los objetos de la razón humana o investigación pueden naturalmente ser divididos en dos tipos, a saber, "relaciones de ideas" (Relations of Ideas) y "cuestiones de hechos" (Matters of Fact). De los primeros son las ciencias de la geometría, el álgebra, y la aritmética, y, en resumen, toda afirmación que o bien es intuitiva o demostrativamente certera. Que el cuadrado de la hipotenusa es igual al cuadrado de los dos lados es una proposición que expresa una relación entre esas figuras. Que tres veces cinco es igual a la mitad de treinta expresa una relación entre esos números. Proposiciones de este tipo son descubribles por la mera operación del pensamiento, sin dependencia sobre qué lo que exista en cualquier lugar del universo. Aunque nunca hubo un círculo o un triángulo en la naturaleza, las verdades demostradas por Euclides retendrán su certeza y evidencia para siempre. Cuestiones de hecho, que son los segundos objetos de la razón humana, no son afirmados de la misma manera, ni es nuestra evidencia para su verdad, sin importar cuan grande, de la misma naturaleza con lo anterior. Lo contrario de cualquier cuestión de hecho todavía es posible, porque nunca puede implicar una contradicción y es concebido por la mente con la misma facilidad y distinción como si fuera conforme a la realidad.
Investigación sobre el entendimiento humano, Sección IV, Parte I.

Immanuel Kant, por su parte, en la introducción a la Crítica de la razón pura, introduce los términos "analítico" y "sintético". Siguiendo a Leibniz, Kant llama "juicios analíticos" a aquellos donde el predicado está "contenido" en la noción del sujeto, y "juicios sintéticos" a aquellos donde el predicado no está contenido en la noción del sujeto. (ver Criticismo). Por ejemplo, en el juicio analítico "todas las madres son mujeres", el predicado mujer está contenido en la noción de madre, mientras que en el juicio "todas las madres son altas", el predicado alta no parece estar contenido en la noción de madre. Además, Kant califica de "a priori" a aquellos juicios cuya justificación es independiente de la experiencia, y "a posteriori" a aquellos cuya justificación sí depende de la experiencia. Esto da lugar a tres clases de juicios:
- Juicios analíticos a priori
- Juicios sintéticos ''a priori''
- Juicios sintéticos a posteriori

### Filosofía contemporánea
El debate en torno a la distinción volvió a ser relevante a mediados del siglo XX, por los problemas suscitados por el propio desarrollo de la ciencia en cuanto a sus métodos y la fundamentación lógica del mismo, así como su consideración sociológica.
El filósofo Willard van Orman Quine, en su ensayo de 1953 titulado Dos dogmas del empirismo, criticó esta distinción y la calificó como un dogma de la doctrina empirista. Algunas de las implicaciones de la postura de Quine han sido desarrolladas en contradicción con otras ideas del mismo Quine, por autores como Richard Rorty y, principalmente, Donald Davidson.